# Співак Ель Гершович
Ель Гершович Співа́к (3 листопада (22 жовтня) 1890, м. Васильків, Київська губернія, Російська імперія — 4 квітня 1950, м. Москва) — радянський мовознавець єврейського походження, їдишист, член-кореспондент АН УРСР.

## Біографія
Е. Г. Співак народився 3 листопада (22 жовтня) 1890 року у Василькові під Києвом.
У 1919 році закінчив Глухівський учительський інститут.
Викладав їдиш у школах «Культур-Ліги» у Василькові, Глухові, працював у дитячих будинках.
В першій половині 1920-х років працював у Київському єврейському педагогічному технікумі.
У 1927—1930 роках викладав в Одеському інституті народної освіти, а у 1930—1932 роках — у Київському інституті професійної освіти.
У 1927 році присвоєно вчене звання  професора.
З 1927 року публікував лінгвістичні статті в журналі «Ідише шпрах», в 1929—1931 роках входив до складу  редколегії журналу «Ратнбілдунг».
В 1933 році очолив лінгвістичну секцію Інституту єврейської пролетарської культури при Академії Наук УРСР.
З 1937 року був директором Кабінету єврейської літератури, мови та фольклору.
В 1939 році обраний членом-кореспондентом Академії наук УРСР.
На основі монографії «Нова словотворчість» в 1944 році захистив докторську дисертацію в Московському державному університеті.
У роки нацистської навали перебував в евакуації у м. Уфа (Башкирія).
13 січня 1949 року був заарештований у справі Єврейського антифашистського комітету. Помер 4 квітня 1950 року в Москві під час слідства.
Реабілітований у 1956 році.

## Наукова діяльність
Займався діалектологією, лексикологією. Упорядкував російсько-їдиш словник, є автором близько 100 наукових праць, в тому числі підручників, хрестоматій, тематичних словників. У 1946 році опублікував книгу «Ді шпрах ін ді фун дер фотерлендішер мілхоме» («Мова в дні Вітчизняної війни»). Підготував до друку праці: «Діалектика і літературна мова», «Проблеми єврейського словотворення», «Походження і розвиток єврейської літературної мови», «Україна в українському слові». Керував укладанням великого «Російсько-єврейського словника».

#### Праці
- Над чим працює Кабінет єврейської культури Академії наук УРСР/ Е. Г. Співак. // Вісті Академії Наук УРСР. — 1940. — № 7. — С. 70—71.
- До проблеми лексичного складу мови: На матеріалах єврейської мови/ Е. Г. Співак// Наукові записки Інституту мовознавства АН УРСР. — 1941. — Т. 1. — С. 79—89.
- Русско-еврейский правовой и административный словарь = Rusish-yidisher rekhtlekh-administrativer verterbukh / Отв. ред. И. Г. Спивак. — Киев: Изд-во Акад. наук УССР, 1941.